# Slaget i Hafrsfjord
Slaget i Hafrsfjord står centralt i Norges historie. Det regnes som det afgørende slag i Harald Hårfagers samling af Norge, hvor han vandt over flere småkonger. Slaget er med nogen usikkerhed tidsfæstet til året 872, og den dato fejres som Hafrsfjorddagen. Til minde om slaget er der rejst en bronzeskulptur ved Møllebukta, kaldt Sverd i fjell.
Søslaget skal være udkæmpet i Hafrsfjorden uden for Stafangr (det nuværende Stavanger). Dykkere har ledt efter rester efter slaget, men intet fundet. Det er fortsat uvist, hvor slaget nøjagtigt stod, men man antager, at den bygdeborg, som kong Kjotve flygtede op på, ligger på Ytraberget ved Røyneberg i Sola kommune. Der er rejst en bautasten, afsløret af kong Olav ved 1100-års jubilæet i 1972.

## Datering
De islandske årbøger fra 1200-tallet tidsfæstede kong Haralds sejr til 868. Thormod Torfæus mente i 1711, at 875 var det rigtige årstal, mens Gerhard Schøning i 1777 holdt på 885. P.A. Munch valgte i 1852 året 872 - efter hvad han selv vedgik - på meget svagt grundlag, så han i virkeligheden sagde "omkring 872" efter at have fundet dette årstal i et par af de gamle sagaer, men måtte tøje begivenhederne omkring en hel del for at få plads til alle krigstogterne.
Ifølge den islandske historiker Are Frode stod slaget i 872. Historikeren Rudolf Keyser tog utgangspunkt i slaget ved Svold i år 1000 og regnede bagud i tid med udgangspunkt i det antal år, sagaerne opgiver, at kongerne sad ved magten. Årstallet fik videre udbredelse gennem P.A. Munchs historieskrivning. Halvdan Koht regnede i stedet ud fra antal generationer på omkring 30 år tilbage til Harald Hårfager, og kom til, at han blev født omkring 865 og døde omkring 945. Samtidig tidsfæstede Koht søslaget til omkring 900. Koht viser også til, at da Ottar fra Hålogaland sidst i 800-tallet fortalte Alfred den store om sin rejse over Nordsøen, nævnes ingen norsk overherre, som han skulle dele finneskatten med. I forbindelse med hans besøg i Skiringssal nævnes heller ingen Vestfold-konge, der havde taget magten over store dele af Norge. Rigssamlingen og måske også slaget ved Hafrsfjord må derfor dateres efter Ottars rejse. Andre kronologier har været fremsat af blandt andre Johan Schreiner og Ólafia Einarsdóttir, som har tidsfæstet slaget til en gang i 880'erne.
I 866 iværksatte danskerne et storstilet forsøg på at underlægge sig England. 871 huskes som "kampenes år", hvor en stor dansk vikingehær nærmest paralyserede England. Dermed har danskerne vendt opmærksomheden vestpå og væk fra Norge. Det har Hårfager været klar over, og det sandsynliggør 872 som tidspunkt for hans markering af sin magt, som slaget i Hafrsfjord var udtryk for.

## Slaget
Selve Rogaland har Harald Hårfager sandsynligvis vundet for sin sag ved hjælp af gaver og gode ord. Et sådant forlig sandsynliggøres af, at antal udflyttere fra Rogaland til Island i den periode var markant lavere end fra resten af Vestlandet.
Småkongerne på Sydvestlandet, Agder og Telemark var modstandere af Harald:
- Kong Eirik af Hordaland, faldt.
- Kong Sulke af Rogaland, faldt.
- Sute jarl, bror til Sulke, faldt.
- Kjotve den rige, konge af Agder, flygtede. (Kjotve = Tyksakken)[5]
- Tore Haklang, faldt. (Haklang = Langhage. Tore kan have været dansker, for på Bregninge-stenen fra omkring 950 på Lolland står: "Åsa gjorde disse runer efter Toke, sin søn og Toke Haklangssøns søn."
- Roald Rygg fra Telemark.
- Hadd den hårde, bror til Roald, fra Telemark.

I Vatnsdøla saga hedder det, at der blæstes til kamp i lurene over hele hæren. Om slaget står der i Grettes saga, at kong Harald lagde til ved Tore Haklangs skib, "for Tore var en vældig bersærk og en tapper mand". Kong Harald kaldte på sine egne bersærker; han havde 12 med på sit skib. "Tore sloges djærvt og faldt på sit skib. Så blev det ryddet fra stavn til stavn, og hugget løs fra de andre skibe; det gled da bagud mellem dem." I Egils saga står der, at Harald stod forrest i stavnen sammen med Torolv Kveldulvsson, Bård den Hvide, og Berdle-Kåre med to sønner, alle fra Sogn og Fjordane. De angreb Ånunds skib, og han forsvarede sig bravt, men fik det ene ben hugget af under knæet. Mirakuløst nok fik hans ven Trond reddet ham, så de begge undslap. "Ånunds sår blev lægt, men han måtte hele sin levetid gå med træben, og derfor fik han øgenavnet Ånund Træben."
Haraldskvadet afsluttes med spot over den tabende part:
På bagen lod de blinke de blanke skjolde,
de sindige svende, når sten rammede dem.
Østpå ilede de over Jæren,
hjem fra Hafrsfjord;
de tænkte på horn med mjød.
Rigssamlingen varede flere hundrede år. Harald Hårfagers rige blev hurtigt stykket ud, især Østlandet blev delt i mange småriger. Et fuldstændig samlet norsk rige blev ikke virkelighed før Harald Hårderådes opgør med opplandskongerne i 1060'erne.

## 1000-årsmonumentet
Stavanger-regionen tabte kampen om 1000-årsjubilæet for Norges samling i 1872. Sejren gik i stedet til Haugesund, fordi Snorre mente, Harald Hårfager blev gravlagt der. Underligt nok kom slaget i Hafrsfjord helt i baggrunden. Ole Bull gjorde en stor, men forgæves indsats for at få Stavanger på dagsordenen med en indsamling til et rigsmonument af Harald Hårfager, der skulle være på størrelse med Frihedsgudinden i New York og opføres ved indsejlingen. I 1896 fik Stavanger turistforening dog rejst et tårn på Ullandshaugen udenfor byen, Haraldstårnet, med sten fra Talgje i Ryfylke. Det blev et populært udfartssted, besøgt både af kong Oscar 2. og Haakon 7. med dronning Maud; men under anden verdenskrig rev tyskerne Haraldstårnet delvis ned. Resten blev revet i 1963. Lokalbefolkningen fik reddet nogle stene, som i dag står i nærheden af Ullandshaugtårnet.
I stedet for Ole Bulls storslåede statue af Hårfager på stedet for søslaget, blev der 18. juli 1872 opstillet et rigsmonument på Haraldshaugen i Haugesund. Man regnede med, at det var 1000-årsdagen for slaget. Når den 18. juli regnes som årsdagen, skyldes det, at Haraldshaugen blev indviet den 18. juli, fordi den dato passede for den senere Oscar 2. Sidenhen gjorde Quisling et nummer ud af, at han var født netop på "årsdagen for Norges samling". Det var dog kun årsdagen for indvielsen af monumentet.

## Det danske herredømme omkring Oslofjorden
Snorre gjorde sit bedste for at minimalisere det danske nærvær i norsk historie. En vigtig strategi bestod i at gjøre Harald Hårfager til en Vestfold-konge, så området omkring Oslofjorden framstod som ældgammelt norsk, mens det på Hårfagers tid i virkeligheden lå under dansk herredømmed. I Snorres egen tid, omkring 1230, var området stadig omstridt. Omkring 800 havde danskerne etableret handelsstedet Kaupang (= købstad) som markerede deres tilstedeværelse og dominans i Viken. Da Danmark blev presset sydfra af Det tysk-romerske rige, måtte norske overhoveder, såsom ladejarlene i Trøndelag og Erling Skakke, finde sig i at aflægge lensed til danske konger. Så sent som i 1204 var det danske konge Valdemar Sejr i Vestfold for at kontrollere kongevalget af Erling Stenvæg, valgt af baglerne (birkebeinernes modstandere under den norske borgerkrig). Ikke før ved Valdemars død i 1241 ophørte danske konger - i hvert fald i en periode - at fremme krav om Viken.

## Eftermæle
Efter slaget flygtede mange af Haralds modstandere til Island. Uden dette eksil havde nordmænd knapt fået tilgang til den omfattende oldtidshistorie, som islændingenes sagaskrivning repræsenterer. Hverken Danmark eller Sverige har noget tilsvarende indblik i sin ældre historie. Slaget i Hafrsfjord affødte dermed to idéer, nemlig opfatningen af Norge som en nation, og skabelsen af dens historie. Haralds kamp for et samlet rige dannede grundlaget for en helt unik historieskrivning i international sammenhæng. Selv var han mest optaget af, at han omsider kunne få sit hår redt og klippet. Angiveligt havde han aflagt ed til Ragnvald Mørejarl på at lade det være ukæmmet og uklippet i ti år, til han havde samlet riget. Det var også Ragnvald Mørejarl, der fik æren af at klippe det. Det skete vistnok på Bremsnes, hvor Ragnvald havde en gård, Harald Hårfager havde skænket ham. Hårklipningen skal være foretaget ved stenringen på Averøy, som stadig står der.

## Eksterne kilder og henvisninger
- Krag, Claus (1999): 18. juli 1872 Et hus med mange rom. Arkeologisk museum i Stavanger Rapport 11B s. 505-510 – Arkeologisk museum i Stavanger, Stavanger.
- Masdalen, Kjell-Olav: Fra Lindesnes til Rygjarbit. Aust-Agder-Arv 2006.

58°56′29″N 5°40′17″Ø / 58.941453°N 5.671478°Ø